# Colin Kolles

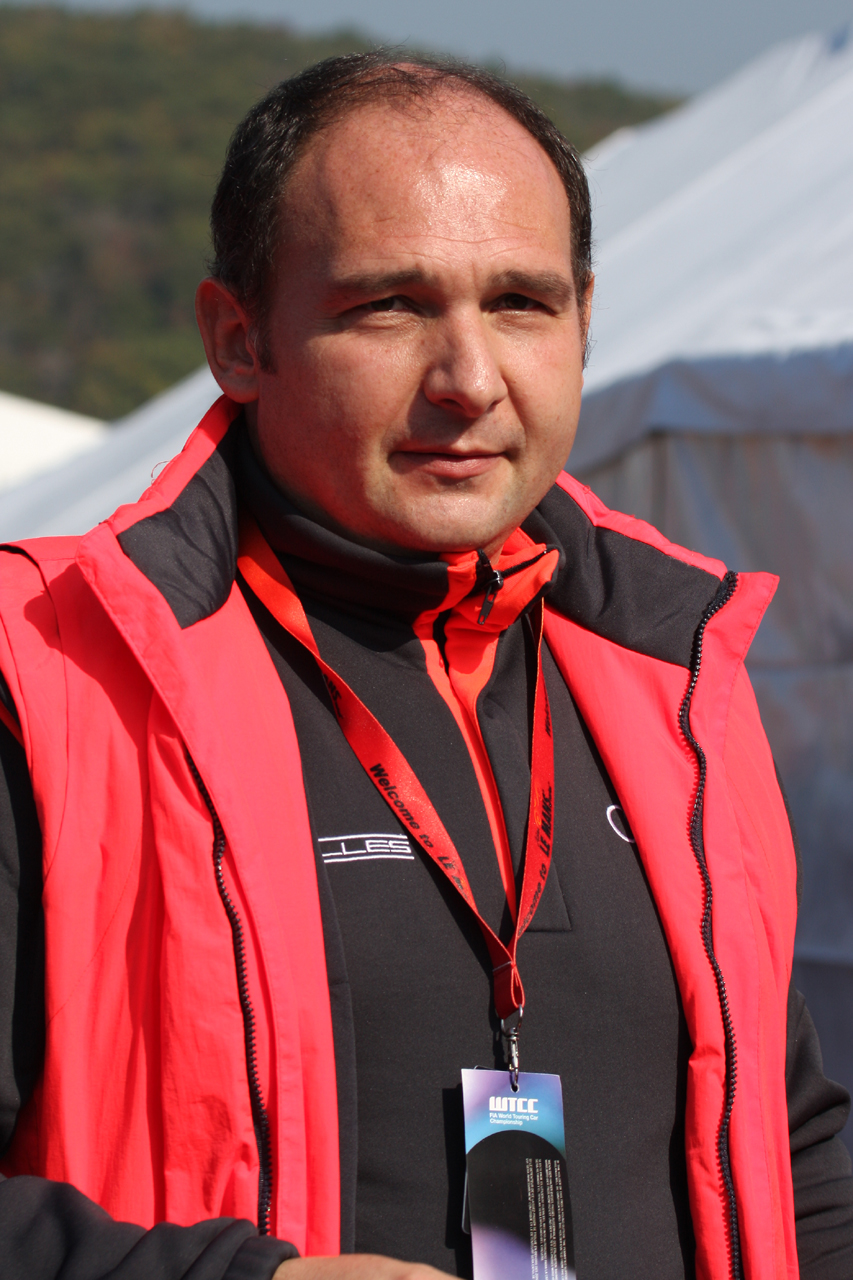
Colin Kolles beim 1000-km-Rennen von Okayama 2009

Colin Kolles (* 30. Dezember 1967 als Călin Colesnic in Timișoara, Rumänien) war von 2010 bis 2011 Teamchef des Formel-1-Teams Hispania Racing. Als Teamchef betreute er schon in der Vergangenheit verschiedene Formel-1-Teams, wie zuletzt den spanischen Rennstall HRT, sowie Teams in der DTM, kleineren Formel-Serien und der Le Mans Series. Außerdem betreibt er seit 2003 den Rennstall Team Kolles.

## Privates
Colin Kolles ist promovierter Zahnarzt und arbeitete zunächst als Assistenzarzt in Ingolstadt, bevor er gemeinsam mit seiner Mutter Adele ebenfalls in Ingolstadt seine eigene Praxis eröffnete.

## Karriere

### Formelsport
Kolles kam erstmals 1985 mit dem Motorsport in Berührung, aber erst zu Beginn der 2000er Jahre entschied er sich, seiner Leidenschaft nachzugehen und den Beruf zu wechseln. Er stieg zunächst als Teilhaber bei einem Formel-3-Team ein, bevor er seinen eigenen Formel-3-Rennstall Team Kolles gründete. Im Jahr 2001 kämpfte das Team mit Pierre Kaffer als Fahrer um den Titel und errang vier Einzelsiege. 2003 gründete Colin Kolles ein weiteres Team, das mit Toyota Racing zusammenarbeitete. Im gleichen Jahr traf er zum ersten Mal mit den russisch-kanadischen Unternehmer Alexander Shnaider, mit dem er bereits ein Jahr später die Gründung eines eigenen Formel-1-Teams plante. In der Saison 2005 entschied sich Shnaider jedoch, das Jordan-Team und damit auch die bereits vorhandene Infrastruktur zu übernehmen. Eddie Jordan zog sich aus dem operativen Geschäft zurück und überließ den neuen Eigentümern das Feld. Zu Beginn der Saison 2006 wurde das Jordan-Team in MF1 Racing umbenannt und Kolles als Teamchef eingesetzt. Bereits im Spätsommer wurde das Team an Spyker weiterverkauft und in der folgenden Saison trat das Team unter dem Namen Spyker F1 Team an. Kolles blieb Teamchef. Nach dem neuerlichen Verkauf des Rennstalls während der Saison 2007 an den indischen Unternehmer Vijay Mallya änderte sich der Teamname in Force India. Kolles blieb dem Rennstall auch nach dem neuerlichen Eigentümerwechsel erhalten; die Zusammenarbeit dauerte bis September 2009.
Im Februar 2010 wurde Kolles Teamchef des spanischen Formel-1-Projekts Campos Grand Prix, das kurz vor Beginn der Saison 2010 in Hispania Racing F1 Team umbenannt wurde. In den folgenden zwei Jahren organisierte Kolles den Rennbetrieb des Teams, wobei er vielfach die Basis seines eigenen, in Greding ansässigen Rennstalls nutzte. Es gelang Kolles, das wirtschaftlich schwach aufgestellte Team in der Konstrukteurswertung in beiden Jahren auf Rang 11 der Konstrukteurswertung zu halten. Nach einem erneuten Eigentümerwechsel endete Kolles' Tätigkeit für das Team im Dezember 2011.
Im Juli 2014 wurde Kolles zum Rennleiter des Caterham F1 Teams ernannt. Nachdem es mit Teamgründer Tony Fernandes zu einem Streit über die Veräußerung des Rennstalls gekommen war, zog sich Kolles am 24. Oktober 2014 aus dem Caterham-Management zurück. Kolles wurde seitdem mit dem rumänischen Formel-1-Projekt Forza Rossa Racing in Verbindung gebracht, das Formel-1-Saison 2016 an der Weltmeisterschaft teilnehmen wollte, aber über frühe Planungsphasen nicht hinaus kam.

### DTM
Kolles war auch Teamchef des in Greding ansässigen Teams Futurecom, das zwischen 2006 und 2009 an der DTM teilnahm. In der DTM-Saison 2007 fuhren Adam Carroll und Vanina Ickx auf einem Audi A4 DTM 2005 für Kolles Team. Nachdem Adam Carroll in die GP2-Serie gewechselt war, übernahm der deutsche Markus Winkelhock sein Cockpit. Das Team Kolles arbeitete eng mit seinem langjährigen Partner Audi zusammen.

### Le Mans
Kolles trat 2009 und 2010 beim 24-Stunden-Rennen von Le Mans an, mit zwei Audi R10 TDI. 2009 kam er auf Platz 7 und 9 in der Gesamtwertung, wobei das Auto #14, das auf Platz 7 kam, von Charles Zwolsman junior, Narain Karthikeyan und André Lotterer gefahren wurde, das Auto mit der #15 von Christian Bakkerud, Christijan Albers und Giorgio Mondini. Beim Rennen im Jahre 2010 fielen beide Fahrzeuge aus, die #14 nach 182 Runden und die #15 nach 331. 2013 übernahm Kolles die Verantwortung für das WEC Team von Lotus in der LMP2-Klasse, 2014 für das Lotus LMP1-Team. Das Auto kam mit großer Verspätung, das erste Rennen konnte der CLM AER P1/01 erst in Austin fahren. Seit 2015 nimmt Kolles mit seinem unter österreichischer Lizenz fahrenden Team an der FIA-Langstrecken-Weltmeisterschaft teil.